# Interventiekorps
Het Interventiekorps (CIK - Corps d'Intervention/Interventiekorps) is de niet-gespecialiseerde interventiereserve van de Belgische federale politie die werd opgericht op grond van een bijzonder besluit van de ministerraad in 2004. Per gerechtelijk arrondissement is er een (afdeling van het) interventiekorps. Die vervangen de vroegere 'Algemene reserve' die in Brussel gecentraliseerd was. Het CIK telt ongeveer 450 personeelsleden. 
Het is een federale reserve interventie-eenheid die in eerste instantie operaties en prioriteiten van nationaal belang behandelt en in tweede instantie steun verleent op lokaal niveau. 

## Geschiedenis
Mede door het bijzonder besluit van 2004 dat het CIK oprichtte, is de Directie van de algemene reserve (DAR) te Brussel opgehouden met bestaan. Die algemene reserve bestond uit zowel niet-gespecialiseerd personeel voor ordehandhaving (infanterie) als gespecialiseerd(e) personeel en middelen voor ordehandhaving (sproeiwagenteams, APC-teams, arrestatieteams, bewijsteams, politie te paard, etc.) en voor bescherming van personen en goederen (begeleiding van waardetransporten, gespecialiseerde overbrengingen van gedetineerden, etc.). Ondertussen zijn deze personeelsleden en middelen door interne hervormingen verdeeld over enkele nieuwe eenheden:
|                  | Gespecialiseerd(e) personeel/middelen voor bescherming                  | Gespecialiseerd(e) personeel/middelen voor ordehandhaving               | Niet-gespecialiseerd personeel voor ordehandhaving |
| Vroegere eenheid | Directie algemene reserve/Dienst gespecialiseerde interventie (DAR/GIS) | Directie algemene reserve/Dienst gespecialiseerde interventie (DAR/GIS) | Directie algemene reserve (DAR)                    |
| Huidige eenheden | Directie bescherming (DAP)                                              | Directie openbare veiligheid (DAS)                                      | Interventiekorps (CIK)                             |

Ook personeel dat (nog) geen vaste werkplaats had en tijdelijk afgedeeld werd naar politiediensten om er afwezig personeel te vervangen, maakte vroeger deel uit van de DAR. Sinds 2010 staat echter de Directie personeel (DRP) van de Algemene Directie van het middelenbeheer en de informatie (DGR) in voor het tijdelijk affecteren van politieambtenaren naar lokale en federale eenheden met tijdelijke personeelstekorten.

## Organisatie
Het Interventiekorps is samengesteld uit gedeconcentreerde interventiereserves, namelijk evenveel afdelingen als er gerechtelijke arrondissementen zijn: 
- CIK Brussel/Bruxelles
- CIK West-Vlaanderen
- CIK Oost-Vlaanderen
- CIK Halle-Vilvoorde
- CIK Leuven
- CIK Antwerpen
- CIK Limburg
- CIK Hainaut
- CIK Brabant-Wallon
- CIK Namur
- CIK Liège-Eupen
- CIK Luxembourg

Gewoonlijk worden deze divisies eenvoudigweg ook 'interventiekorpsen' genoemd. Elk CIK maakt deel uit van de Dienst operationele coördinatie en steun (OCS) van de Coördinatie- en steundirectie (CSD) van het arrondissement waartoe het behoort. De CSD's hebben namelijk een scharnierfunctie in/tussen het federale politiekorps en de lokale politiekorpsen. Ze leveren operationele en administratieve ondersteuning aan zowel lokale korpsen als federale eenheden in een bepaald arrondissement, maar coördineren ook onder andere grootschalige politieoperaties in een bepaald arrondissement. Als een bepaalde lokale of federale eenheid dus extra personeel nodig heeft voor bepaalde opdrachten en operaties, kunnen ze een beroep doen op de CSD van hun arrondissement die personeel vanuit het CIK levert. Operationeel wordt het CIK zowel aangestuurd door de eigen Coördinatie- en steundirectie (onder andere wat betreft steun aan lokale korpsen) als door de Directie van de operaties inzake bestuurlijke politie (onder andere voor federale operaties). 

## Opdrachten
De leden van de interventiekorpsen voeren alle niet-gespecialiseerde opdrachten uit ten behoeve van de politiezones en federale eenheden die versterking nodig hebben binnen hun gerechtelijk arrondissement. Zo worden leden van het CIK gericht ingezet bij ordehandhaving (voetbalwedstrijden, manifestaties), veiligheidsoperaties of grootscheepse controles en er bestaat een mogelijkheid om voor een lange periode naar de politiezones te worden gedetacheerd.
Specifieke opdracht:
uitvoering van gecoördineerde proactieve en reactieve ordehandhavingsoperaties met geconstitueerde eenheden (secties, pelotons).
Algemene opdrachten, in prioritaire volgorde :
1. vervanging van de gehypothekeerde capaciteit (HyCap) van de politiezones, zodat deze minder ingezet worden buiten hun eigen arrondissement en meer capaciteit vrij hebben voor hun basispolitietaken;
2. ondersteunen van de lokale politie en de gedeconcentreerde eenheden van de federale politie voor operaties van bestuurlijke en gerechtelijke politie ter verwezenlijking van de prioriteiten uit de veiligheidsplannen;
3. ondersteunen van de lokale politie en de gedeconcentreerde eenheden van de federale politie in de strijd tegen tijdelijke fenomenen.

De leden van het CIK mogen niet ingezet worden in administratieve en/of logistieke functies en evenmin in gespecialiseerde functies zoals bijvoorbeeld motorrijder, hondengeleider, rechercheur, ...
Sinds 2016 wordt de federale reserve (FERES; een of meerdere secties personeelsleden die 24/7 klaarstaan om overal in het land zo snel mogelijk versterking te leveren voor allerlei (niet-voorziene) gebeurtenissen) geleverd met personeel van de Directie openbare veiligheid (DAS) in plaats van het CIK Brussel.

## Voertuigen
Het wagenpark van het CIK bestaat uit:
Ordehandhavingsvoertuigen
- Mercedes-Benz Sprinter | type stafvoertuig (S) (voertuig voor hoofdcommando bij ordediensten)
- Mercedes-Benz Sprinter | type commandovoertuig (C) (voertuig voor pelotonscommando bij ordediensten)
- Mercedes-Benz Sprinter | type personeelstransportvoertuig (P) (vervoert sectie bij ordediensten)
- Mercedes-Benz Sprinter | type aangehouden personentransportvoertuig (A) (celvoertuig)

Patrouillevoertuigen
- Seat Córdoba
- VW Jetta
- VW Transporter 5
- VW Transporter 5b
- VW Transporter 6
- Opel Zafira
- Peugeot 807
- Nissan X-Trail
- Opel Insignia
- Ford Focus

Administratieve voertuigen
- Citroën C3
- Peugeot 307
- Fiat Ducato
- Toyota Auris
- Toyota RAV4